# Genoplesium nigricans
Genoplesium nigricans är en orkidéart som först beskrevs av Robert Brown, och fick sitt nu gällande namn av David Lloyd Jones och Mark Alwin Clements. Genoplesium nigricans ingår i släktet Genoplesium och familjen orkidéer. Inga underarter finns listade i Catalogue of Life.